# 阿特伍德 (伊利諾伊州)
阿特伍德（英語：Atwood）是一個位於美國伊利諾伊州道格拉斯縣和皮亞特縣的城市。

## 地理
阿特伍德的座標為39°48′01″N 88°27′46″W / 39.80028°N 88.46278°W，而該地的平均海拔高度為202米（即663英尺）。

## 人口
根據2010年美國人口普查的數據，阿特伍德的面積為1.62平方千米，當中陸地面積為1.62平方千米，而水域面積為0.00平方千米。當地共有人口1224人，而人口密度為每平方千米755.56人。